# Чистильщик обуви
О фильме Эдисона см. Чистильщик обуви (фильм)
Чистильщик обуви — профессия, представители которой оказывают прохожим услуги по чистке обуви (обычно гуталином).

## Описание
Процесс очистки практически всегда выполняется на улице и с помощью специального стенда. В странах Запада чистильщиков обуви часто называли «обувными чистильщиками-мальчиками» (англ. shoe shine boy), поскольку выполнением этой работы часто (хотя и не исключительно) занимались дети и подростки мужского пола.
Как профессия уличная очистка обуви за деньги появилась в XVIII веке, поскольку гуталин не имел широкого коммерческого распространения вплоть до начала XX века. К тому же улицы городов еще не были свободны от грязи, поэтому даже начищенные дома туфли теряли красивый внешний вид после нескольких минут пешей ходьбы по улице. На помощь как раз и приходили чистильщики, которые чаще всего работали у заведений с большой посещаемостью, где был важен внешний вид. Масштабы деятельности чистильщиков обуви достигли наибольшего размаха в конце XIX века на улицах британских и американских городов. В развитых странах Запада в настоящее время эта профессия уже практически исчезла, встречаясь в основном как «аттракцион» для туристов на ярмарочных мероприятиях. Одним из немногих людей в Европе, зарабатывающих профессиональной уличной чисткой обуви себе на жизнь, является житель Франкфурта Томас Ганик, деятельность которого привлекала крупные немецкие СМИ.
С другой стороны, во многих странах Азии и Латинской Америки такая форма деятельности продолжает существовать до сих пор; ныне она особенно широко распространена в Афганистане, где этим занимаются после школы многие сироты и дети из бедных семей, иногда зарабатывая порядка 1 фунта стерлингов в день. В Индии эта профессия также достаточно распространена, причём в этой стране существует даже профсоюз чистильщиков обуви, а на осуществление такой деятельности требуется получить специальную лицензию. Вместе с тем в Индии имеет массовое распространение и нелегальная чистка обуви детьми, занимающимися этим по принуждению и получающими до 10 рупий с одного клиента; правительство страны подвергается критике за игнорирование проблемы подобной формы подневольного детского труда.
Многие деятели, ставшие впоследствии известными в тех или иных областях, в течение какого-то периода в отрочестве работали чистильщиками обуви, из-за чего эта профессия стала как минимум в США важным культурным стереотипом, нашедшим отражение в различных произведениях искусства и массовой культуре.

## Машины для автоматической чистки обуви
Существуют машины-автоматы для чистки обуви
- Машина для чистки обуви
- машина для чистки обуви 1900 год
- машина для чистки и полировки обуви в Москве
- машинка для автоматической чистки обуви в гостинице

## В культуре
- В Астрахани установлен памятник чистильщику обуви.
- Немой фильм Томаса Эдисона 1903 года «Чистильщик обуви».